# Kazimierz Krasiński
Hrabě Kazimierz Krasiński herbu Ślepowron (1725 – 25. září 1802) byl polský šlechtic, politik a mecenáš umění, jeden z posledních vůdců odporu před zánikem Polska.
Byl také maršálem Korunního soudu či komorníkem krále Stanislava I. Leszczyńskiho. Také působil na dvoře francouzského krále Ludvíka XV. a zastával další významné posty v Polsko-litevské unii. Pocházel ze šlechtického rodu Krasińských. Byl otcem literáta a senátora Józefa Krasińského a spisovatelky Elżbiety Jaraczewské. Byl nositelem Řádu bílé orlice.
Byl dvořanem krále Ludvíka XV. Stal se kadetem Školy Stanisława Leszczyńského v Lunéville.
Roku 1755 byl jmenován do Korunní emfyteuzní komise. Zasedal v Sejmech Polsko-litevské unie 1756 a 1758. V roce 1764 byl volitelem Stanisława Augusta Poniatowského.
Byl maršálem Sejmu od 30. září do 9. listopadu 1782 ve Varšavě. Během zasedání čtyřletého Sejmu byl členem Vojenské komise obou národů v roce 1788 a komisařem této komise v roce 1792. Podpořil Ústavu 3. května. Roku 1794 se zúčastnil Kościuszkova povstání. Po rozdělení Polska podporoval vydávání vědeckých publikací, byl také mecenášem katolické církve. Za jeho zásluhy mu byl v roce 1763 udělen Řád bílé orlice.